# Seznam dílů seriálů Doktor Martin a Strážmistr Topinka
Toto je seznam dílů seriálů Doktor Martin a Strážmistr Topinka. Český televizní seriál z vesnického prostředí Doktor Martin vysílala Česká televize a RTVS v letech 2015–2016. V roce 2019 následoval film Záhada v Beskydech, ve kterém MUDr. Martin Elinger, hlavní postava původního seriálu, předal pomyslné žezlo strážmistru Tomáši Topinkovi, který byl ústřední postavou navazujícího seriálu Strážmistr Topinka vysílaného Českou televizí a RTVS též v roce 2019.
Formát seriálů a filmu vychází z britské předlohy Doktor Martin. Děj je situován do fiktivního beskydského městečka Protějov.

## Přehled řad
| Název              | Řada               | Počet dílů         | Premiéra v ČR                                      | Premiéra v ČR                                      |
| Název              | Řada               | Počet dílů         | První díl                                          | Poslední díl                                       |
| ------------------ | ------------------ | ------------------ | -------------------------------------------------- | -------------------------------------------------- |
| Doktor Martin      | 1                  | 16                 | 4. září 2015                                       | 11. prosince 2015                                  |
| Doktor Martin      | 2                  | 16                 | 28. srpna 2016                                     | 4. prosince 2016                                   |
| Záhada v Beskydech | Záhada v Beskydech | Záhada v Beskydech | 6. prosince 2018 (v kinech) a 4. ledna 2019 (v ČT) | 6. prosince 2018 (v kinech) a 4. ledna 2019 (v ČT) |
| Strážmistr Topinka | Strážmistr Topinka | 13                 | 11. ledna 2019                                     | 5. dubna 2019                                      |

## Přehled dílů

### Doktor Martin (2015–2016)
Hlavní postavou je chirurg doc. MUDr. Martin Elinger, který nastupuje jako praktický lékař v Protějově, kde vyrůstal, a sžívá se zdejšími svéráznými obyvateli.

#### První řada (2015)
| Č. v seriálu                                                                             | Č. v řadě | Název                     | Režie         | Scénář                                   | Datum premiéry                           | Sledovanost (v mil.) |
| ---------------------------------------------------------------------------------------- | --------- | ------------------------- | ------------- | ---------------------------------------- | ---------------------------------------- | -------------------- |
| 1                                                                                        | 1         | Pražák                    | Petr Zahrádka | Štefan Titka                             | 30. srpna 2015 (RTVS), 4. září 2015 (ČT) | 1,464                |
| 2                                                                                        | 2         | Vyhazov                   | Petr Zahrádka | Štefan Titka                             | 4. září 2015                             | 1,464                |
| První dva díly byly na ČT1 uvedeny současně jako pilotní film s názvem Pražák a vyhazov. |           |                           |               |                                          |                                          |                      |
| 3                                                                                        | 3         | Na vodě                   | Petr Zahrádka | Štefan Titka                             | 11. září 2015                            | 1,299                |
| 4                                                                                        | 4         | Beskydské šelmy           | Petr Zahrádka | Tomáš Končinský                          | 18. září 2015                            | 1,312                |
| 5                                                                                        | 5         | Zlomená srdce             | Petr Zahrádka | Tomáš Končinský                          | 25. září 2015                            | 1,285                |
| 6                                                                                        | 6         | Hemofóbie                 | Petr Zahrádka | Štefan Titka                             | 2. října 2015                            | 1,310                |
| 7                                                                                        | 7         | Zkraty                    | Petr Zahrádka | Tereza Dusová                            | 9. října 2015                            | 1,249                |
| 8                                                                                        | 8         | Výběrové řízení           | Petr Zahrádka | Tereza Dusová                            | 16. října 2015                           | 1,297                |
| 9                                                                                        | 9         | Pokrevní vztahy           | Petr Zahrádka | Milada Mašinová a Štefan Titka           | 23. října 2015                           | 1,334                |
| 10                                                                                       | 10        | Aromaterapie              | Petr Zahrádka | Tereza Dusová a Štefan Titka             | 30. října 2015                           | 1,289                |
| 11                                                                                       | 11        | Láska až na krev          | Petr Zahrádka | Tereza Dusová a Štefan Titka             | 6. listopadu 2015                        | 1,251                |
| 12                                                                                       | 12        | V lese                    | Petr Zahrádka | Tomáš Končinský a Štefan Titka           | 13. listopadu 2015                       | 1,223                |
| 13                                                                                       | 13        | Rodina                    | Petr Zahrádka | Štefan Titka, Paula Sisková a Petr Siska | 20. listopadu 2015                       | 1,271                |
| 14                                                                                       | 14        | Erotománie                | Petr Zahrádka | Paula Sisková, Petr Siska a Štefan Titka | 27. listopadu 2015                       | 1,311                |
| 15                                                                                       | 15        | Ohrožený druh             | Petr Zahrádka | Tomáš Končinský a Štefan Titka           | 4. prosince 2015                         | 1,375                |
| 16                                                                                       | 16        | Konec doktorů v Beskydech | Petr Zahrádka | Tomáš Končinský a Štefan Titka           | 11. prosince 2015                        | 1,307                |

#### Druhá řada (2016)
| Č. v seriálu                                                                                      | Č. v řadě | Název                   | Režie         | Scénář                         | Datum premiéry     | Sledovanost (v mil.) |
| ------------------------------------------------------------------------------------------------- | --------- | ----------------------- | ------------- | ------------------------------ | ------------------ | -------------------- |
| 17                                                                                                | 1         | Ospalá díra             | Petr Zahrádka | Tomáš Končinský a Štefan Titka | 28. srpna 2016     | 1,139                |
| 18                                                                                                | 2         | Záskok                  | Petr Zahrádka | Tomáš Končinský a Štefan Titka | 28. srpna 2016     | 1,139                |
| První dva díly byly na ČT1 uvedeny současně jako pilotní film řady s názvem Ospalá díra a záskok. |           |                         |               |                                |                    |                      |
| 19                                                                                                | 3         | O jezevcích a lidech    | Petr Zahrádka | Štefan Titka a Hynek Trojánek  | 4. září 2016       | 1,126                |
| 20                                                                                                | 4         | Láska pod psa           | Petr Zahrádka | Štefan Titka                   | 11. září 2016      | 1,075                |
| 21                                                                                                | 5         | Už tě nechci vidět      | Petr Zahrádka | Štefan Titka a Hynek Trojánek  | 18. září 2016      | 1,210                |
| 22                                                                                                | 6         | Tajemný dům v Beskydech | Petr Zahrádka | Štefan Titka a Tomáš Končinský | 25. září 2016      | 1,215                |
| 23                                                                                                | 7         | Šťastně až do smrti     | Petr Zahrádka | Štefan Titka                   | 2. října 2016      | 1,203                |
| 24                                                                                                | 8         | Staré lásky             | Petr Zahrádka | Štefan Titka a Hynek Trojánek  | 9. října 2016      | 1,150                |
| 25                                                                                                | 9         | Nový ředitel            | Petr Zahrádka | Štefan Titka a Tomáš Končinský | 16. října 2016     | 1,225                |
| 26                                                                                                | 10        | Zešílíme spolu!         | Petr Zahrádka | Štefan Titka                   | 23. října 2016     | 1,156                |
| 27                                                                                                | 11        | Malá tajemství          | Petr Zahrádka | Štefan Titka a Hynek Trojánek  | 30. října 2016     | 1,213                |
| 28                                                                                                | 12        | V kurníku               | Petr Zahrádka | Štefan Titka a Tomáš Končinský | 6. listopadu 2016  | 1,191                |
| 29                                                                                                | 13        | Zvěřina po Beskydsku    | Petr Zahrádka | Štefan Titka                   | 13. listopadu 2016 | 1,082                |
| 30                                                                                                | 14        | Jako kočka              | Petr Zahrádka | Hynek Trojánek a Štefan Titka  | 20. listopadu 2016 | 1,090                |
| 31                                                                                                | 15        | Porod                   | Petr Zahrádka | Štefan Titka a Tomáš Končinský | 27. listopadu 2016 | 1,410                |
| 32                                                                                                | 16        | Doktorka Diana          | Petr Zahrádka | Štefan Titka a Tomáš Končinský | 4. prosince 2016   | 1,371                |

### Záhada v Beskydech (2018)
Film byl natočen během léta a podzimu 2018, česká televizní premiéra byla až 4. ledna 2019. Film přirozeně odděluje původní seriál Doktor Martin a nastupující seriál Strážmistr Topinka.
| Č. v seriálu | Č. v řadě | Název              | Režie         | Scénář                                           | Datum premiéry                                     | Sledovanost (v mil.) |
| ------------ | --------- | ------------------ | ------------- | ------------------------------------------------ | -------------------------------------------------- | -------------------- |
| 33           | 1         | Záhada v Beskydech | Petr Zahrádka | Tomáš Končinský, Štefan Titka a Vratislav Šlajer | 6. prosince 2018 (v kinech) a 4. ledna 2019 (v TV) | 1,637 (v TV)         |

### Strážmistr Topinka (2019)
Spin-off původního seriálu Doktor Martin. MUDr. Martin Elinger se dostává do pozadí a do popředí se dostává policista Tomáš Topinka.
| Č. v seriálu | Č. v řadě | Název                      | Režie         | Scénář                                           | Datum premiéry  | Sledovanost (v mil.) |
| ------------ | --------- | -------------------------- | ------------- | ------------------------------------------------ | --------------- | -------------------- |
| 34           | 1         | Zločin na poště            | Petr Zahrádka | Tomáš Končinský, Štefan Titka a Vratislav Šlajer | 11. ledna 2019  | 1,567                |
| 35           | 2         | Zločin v penzionu          | Petr Zahrádka | Tomáš Končinský                                  | 18. ledna 2019  | 1,302                |
| 36           | 3         | Zločin na farmě            | Petr Zahrádka | Tomáš Končinský                                  | 25. ledna 2019  | 1,250                |
| 37           | 4         | Zločin v ordinaci          | Petr Zahrádka | Tomáš Končinský                                  | 1. února 2019   | 1,264                |
| 38           | 5         | Zločin na hřišti           | Petr Zahrádka | Tomáš Končinský a Tomáš Hodan                    | 8. února 2019   | 1,048                |
| 39           | 6         | Zločin na tanečním parketu | Petr Zahrádka | Tomáš Končinský a Hynek Trojánek                 | 15. února 2019  | 1,031                |
| 40           | 7         | Zločin na křižovatce       | Petr Zahrádka | Tomáš Končinský                                  | 22. února 2019  | 0,955                |
| 41           | 8         | Zločin ve zkušebně         | Petr Zahrádka | Tomáš Končinský a Hynek Trojánek                 | 1. března 2019  | 0,895                |
| 42           | 9         | Zločin ve vlaku            | Petr Zahrádka | Tomáš Končinský a Hynek Trojánek                 | 8. března 2019  | 0,922                |
| 43           | 10        | Zločin v lese              | Petr Zahrádka | Tomáš Končinský a Tomislav Čečka                 | 15. března 2019 | 0,867                |
| 44           | 11        | Zločin v knihovně          | Petr Zahrádka | Tomáš Končinský a Hynek Trojánek                 | 22. března 2019 | 0,761                |
| 45           | 12        | Zločin v kostele           | Petr Zahrádka | Tomáš Hodan                                      | 29. března 2019 | 0,898                |
| 46           | 13        | Zločin na svatbě           | Petr Zahrádka | Tomáš Končinský                                  | 5. dubna 2019   | 0,902                |